# Jardín Etnobotánico Amy B. H. Greenwell
El Jardín Etnobotánico Amy B. H. Greenwell en inglés : Amy B. H. Greenwell Ethnobotanical Garden es un jardín botánico de 6 hectáreas (15 acres) de extensión que está administrado por el Museo Bishop y se ubica cerca de Captain Cook, isla de Hawái, Hawái. 
Es miembro del BGCI, su código de reconocimiento internacional como institución botánica, así como las siglas de identificación de su herbario es HWG.

## Localización
Se encuentra en la Māmalahoa Highway or Hawaii Route 11.
Amy B.H. Greenwell Ethnobotanical Garden P.O.Box 1053, Captain Cook, condado de Hawái, Hawái 96704 United States of America-Estados Unidos
Planos y vistas satelitales.19°29′29″N 155°54′43″O / 19.49139, -155.91194
Los jardines se encuentran abiertos todo el día. En lugar de una tarifa de admisión, hay una sugerencia de donación. Los grupos con guía pagan una tarifa.

## Historia

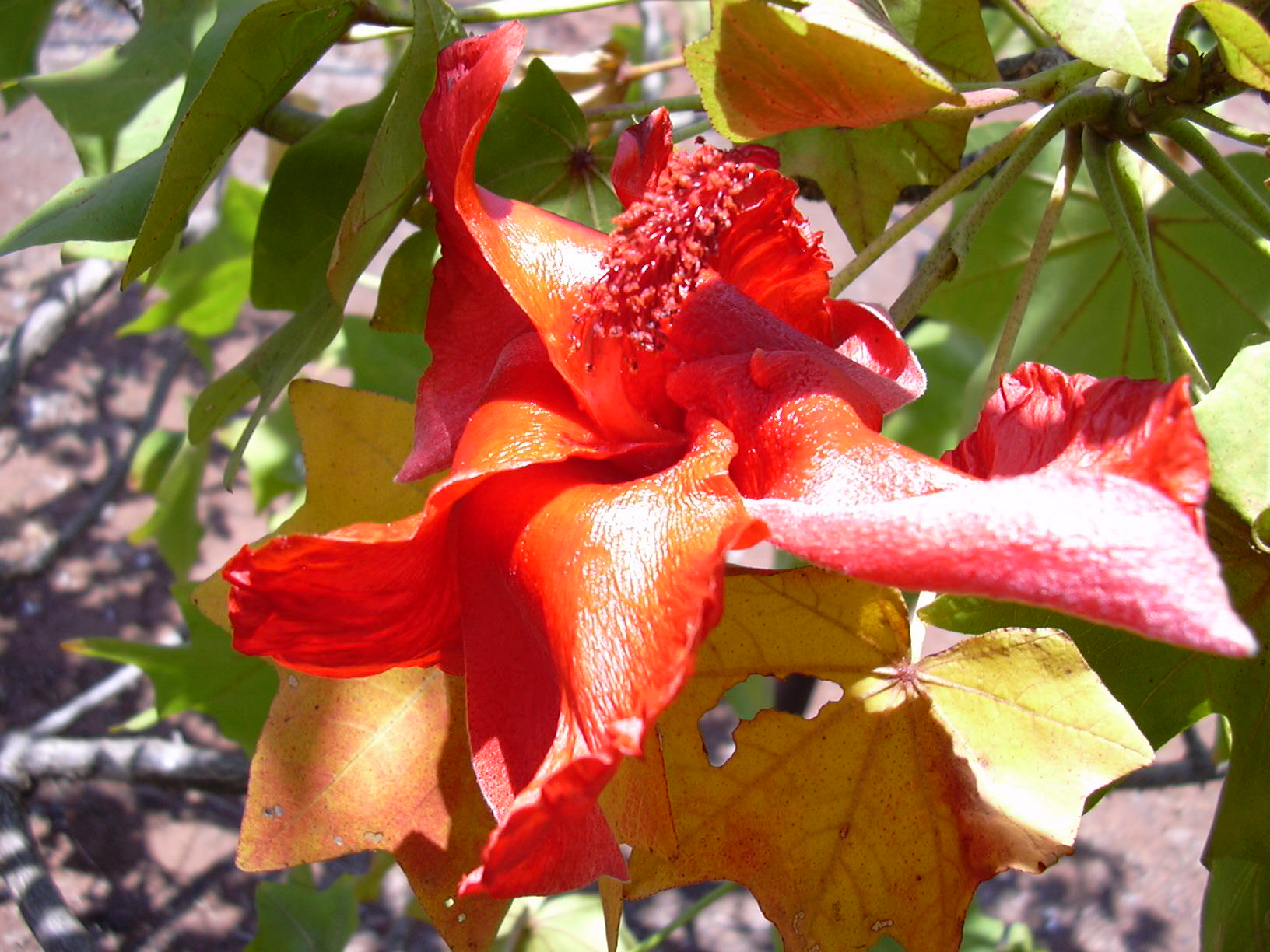
Kokia cookei planta endémica que se encuentra en el Jardín Etnobotánico Amy B. H. Greenwell

Amy Beatrice Holdsworth Greenwell nació en 1920. Siendo su padre Arthur Leonard Greenwell (1871–1951) y su madre Beatrice Hunt Holdsworth (1891–1981). Ella era uno de los 23 nietos de Henry Nicholas Greenwell (1826-1891), quién llegó a Hawái en 1850 un afortunado comerciante y ranchero en el área. Sus abuelos maternos eran Edmund William Holdsworth y Edith Mary Winifred Purvis (1860-1950), de quienes era un primo distante William Herbert Purvis, un colector de plantas asentado en el otro lado de la isla.
Amy B. Greenwell asistió a la Universidad de Stanford donde fue un miembro del "Phi gamma Beta" y sirvió como enfermera en la Segunda Guerra Mundial. Después de la guerra trabajó con Otto Degener del Jardín Botánico de Nueva York en una serie del libros titulados Flora Hawaiiensis sobre las plantas de las islas Hawái. From 1953 to 1957 she served on a Historical Site Commission for the Territory.
Amy B. Greenwell realizó estudios de arqueología de los sitios tempranos de poblamiento de las islas Hawái incluyendo ka Lae (punto del sur), y escribió otros libros sobre las plantas tropicales. Más adelante en el transcurso de la vida transformó su finca plantando al natural las plantas que los polinesios que llegaron en canoas llevaron a las islas hawaianas para sus prácticas agrícolas. Amy B. Greenwell donó el jardín botánico al "Bishop Museum" a su muerte en 1974 con la intención de que se abriera al público.

## Colecciones

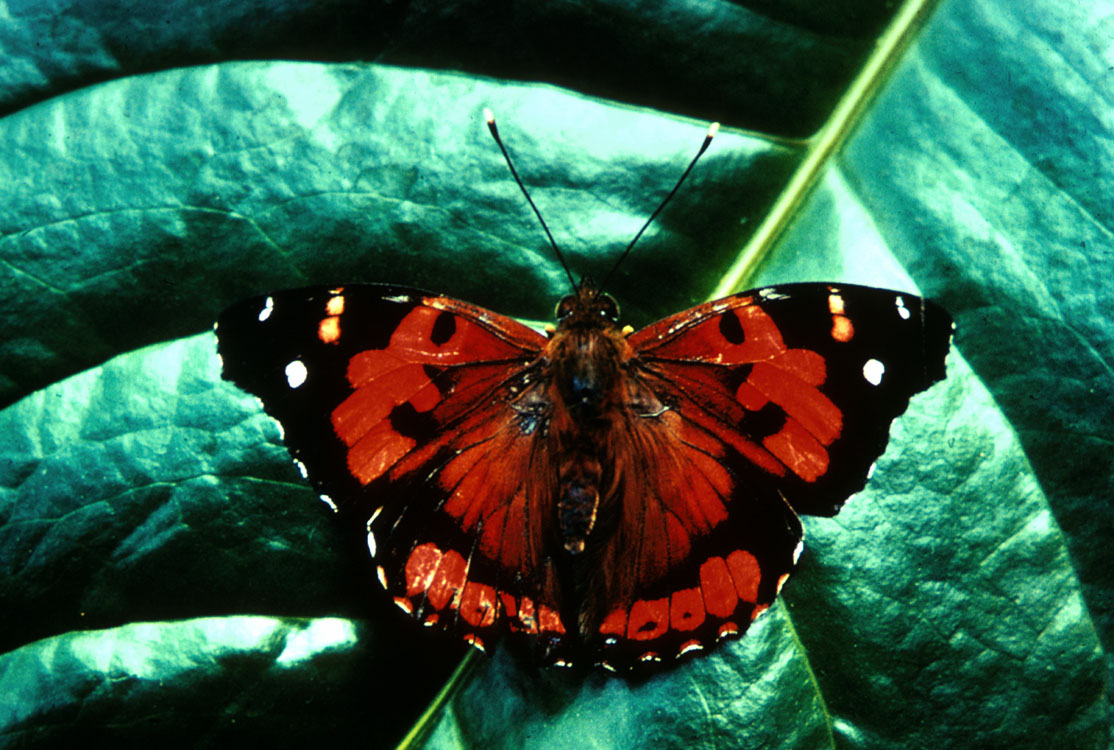
Vanessa tameamea una de las mariposas que se encuentra en el Jardín Etnobotánico Amy B. H. Greenwell

Estos jardines etnobotánicos hawaianos, están enfocados en el estudio de la gente hawaiana y sus plantas. En ciertos días es posible efectuar una visita guiada durante la cual se explica el uso y la significación de las plantas más importantes. 
En el jardín, se cultivan 200 especies de plantas endémicas, que crecieron en las granjas tradicionales y los bosques nativos de Kona antes de que el capitán Cook llegara a finales del siglo XVIII. 
También hay plantas introducidas endémicas, polinesias. Estas incluyen las plantas más importantes en la cultura hawaiana, tal como el "árbol del pan" (Artocarpus altilis), taro (Colocasia esculenta), kukui (Aleurites moluccana) batata dulce (Ipomoea batatas), árbol del papel (Broussonetia papyrifera), junto con especies nativas raras y en peligro tales como Brighamia insignis, Kokia cookei, Plectranthus parviflorus, Pouteria sandwicensis, Sesbania tomentosa. . . 
El jardín botánico de estilo paisajista refleja las zonas biogeográficas de un típico "Kona ahupua'a". Hay cuatro zonas: bosque costero, bosques secos tropicales hawaianos, zona agrícola, y selvas tropicales hawaianas de la altiplanicie. Las plantas en los cinco acres superiores del jardín crecen dentro de un sitio arqueológico.
En este lugar se puede caminar entre los trabajos en cantería del « Kona Field System », una red de 50 millas cuadradas de las granjas y de los jardines que dominaron el paisaje en los tiempos anteriores al contacto con los extranjeros.
Dependiendo de la época del año se puede visitar la casa de los insectos nativos del jardín, pudiendo admirar las "mariposas Kamehameha".
El jardín patrocina el "farmers' market" ( mercado de las granjas) conocido como el mercado verde de los domingos del sur de Kona. Fue celebrado originalmente en el parque del condado de Hawái, el parque adyacente nombrado en honor de Arthur Leonard Greenwell, pero ahora se sostiene unas centenas pies al sureste en el centro del rancho de Kealakekua, nombrado por el anterior propietario del rancho, de la familia de Arthur Leonard Greenwell que se extendieron por encima de la montaña, pasando por alto la bahía de Kealakekua.